# Cimetière Nord de Dole
Le cimetière Nord, ou cimetière de Landon, est l'un des cinq cimetières de la ville de Dole dans le département du Jura et le plus grand de la commune. Il se trouve rue de Landon.

## Histoire et description

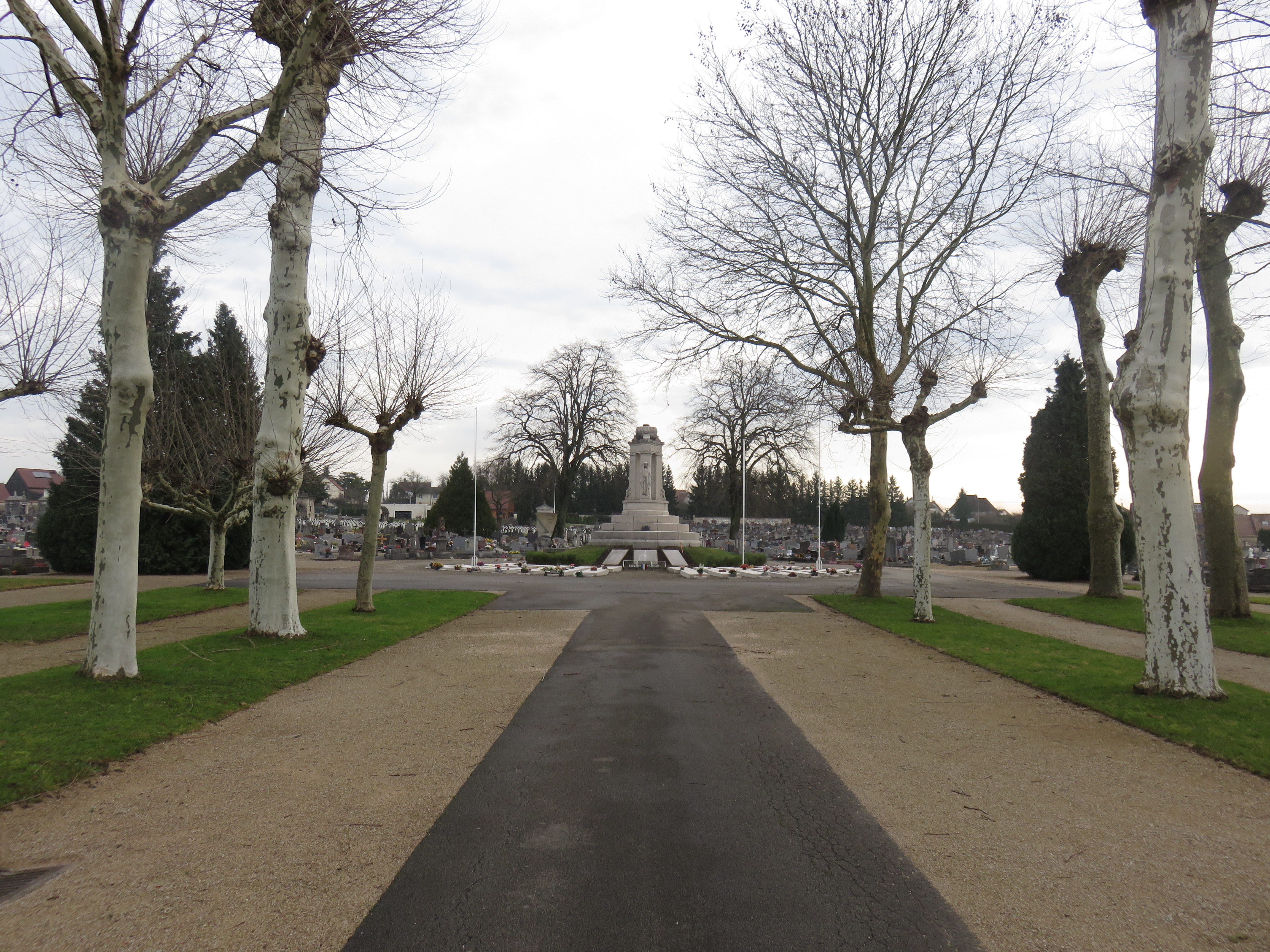
Allée centrale avec le monument aux morts au fond.

Ce grand cimetière a ouvert dans la seconde moitié du XIXe siècle et certaines tombes de l'ancien cimetière ont été transférées ici. On y accède principalement par un grand portail formant un porche néoroman surmonté d'une croix de pierre. La partie la plus ancienne se trouve au fond du cimetière avec nombre de tombes de styles différents (chapelles néogothiques, chapelle Art déco, colonnades, tombes ouvragées de la fin du XIXe siècle et du début du XXe siècle, médaillons et statuaire...). On remarque la chapelle de Jules-Maurice Gaudard avec ses sphinx égyptiens et ses personnages antiques, la tombe du commandant Cour (1819-1896), ancien de la bataille de Sébastopol, avec ses sabres, la colonnade de la famille Boilley, la tombe des prêtres de la paroisse Notre-Dame de Dole sous une haute croix en fer forgé, etc.
Il dispose d'un carré militaire au milieu duquel s'élève un haut monument aux morts avec colonnes et statue; celui de la guerre de 1914-1918 comprend deux cent cinq sépultures avec un obélisque. Plus loin se dresse un obélisque commémorant les victimes de la défense de Dole pendant la guerre franco-prussienne, ainsi qu'un monument aux déportés de la Seconde Guerre mondiale, inauguré en 1990, les côtés en forme de triangle la pointe en bas avec une carte des camps de concentration. Il dispose aussi d'un petit carré musulman.

## Personnalités inhumées
- Émile Bernard (1826-1897), chef cuisinier qui introduisit le service à la russe et auteur avec Urbain Dubois de La Cuisine classique (monument avec médaillon de pierre et statue)
- Jean-Baptiste Bourgeois dit « du Jura » (1831-1900), député du Jura et sénateur (buste en bronze de Marguerite Syamour)
- Pierre-Étienne Chrysostome Corne (1787-1855), ingénieur des ponts et chaussées, auteur entre autres du pont sur le Doubs de Dole (sarcophage)
- Jules-Maurice Gaudard, dit Gaudard-Pacha (1821-1888), avocat, puis secrétaire général du vice-roi d'Égypte, Saïd Pacha (chapelle)
- Colonel Alexandre de Marenches (1921-1995, cénotaphe[5]), directeur général du contre-espionnage (SDECE) avec son père Charles de Marenches (1881-1931), aide-de-camp du maréchal Foch (sépulture cachée sous un if)
- Marius Pieyre (1867-1935), maire de Dole, député et sénateur du Jura  (bas-relief de son buste par Georges Saupique)
- Nestor Ruffier (1822-1877), président de la chambre de commerce de Dole et compositeur, avec son frère Philippe Ruffier (1820-1904), architecte et maire de Dole (médaillon d'Étienne Captier)

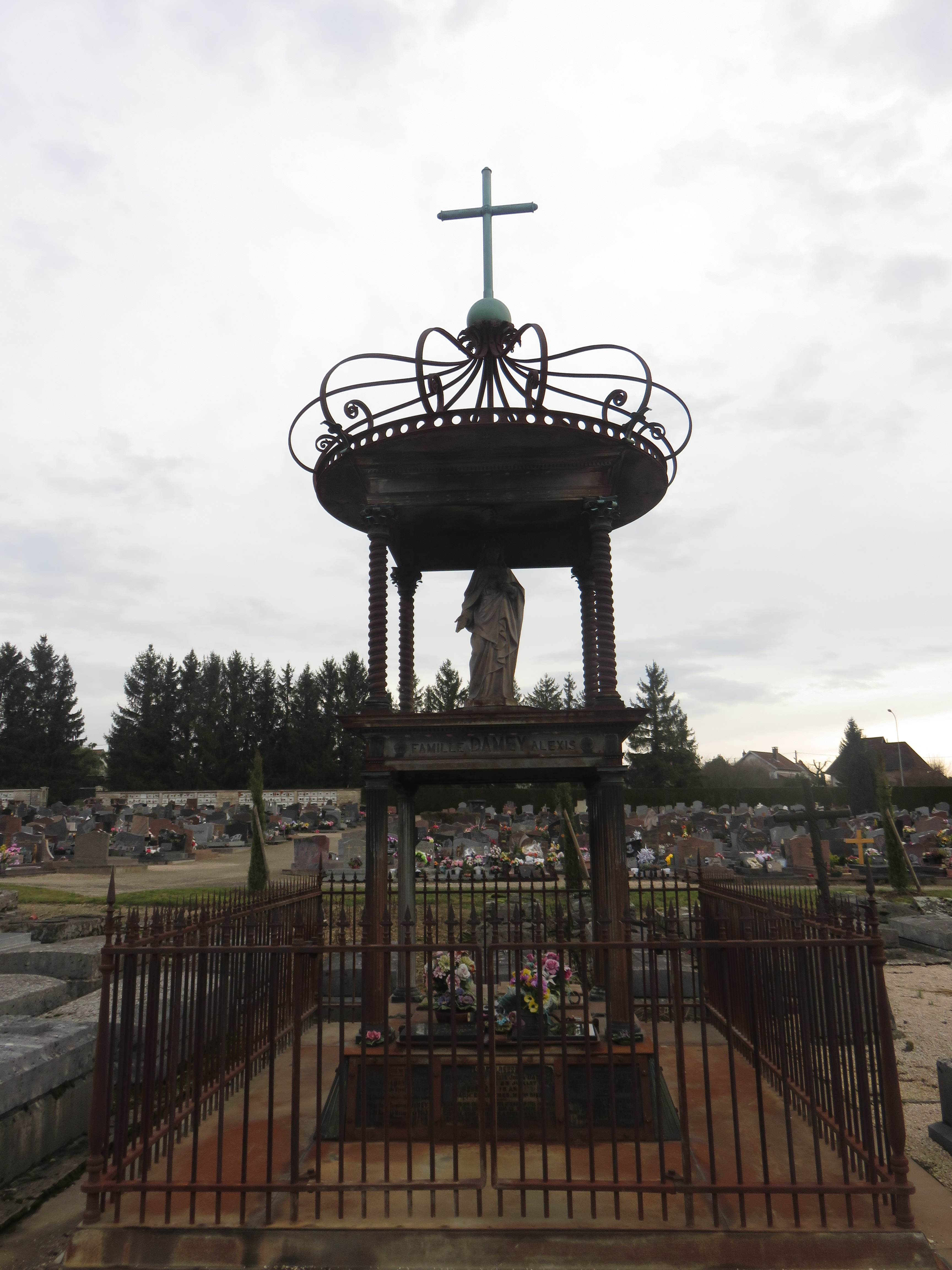
Tombe Damey
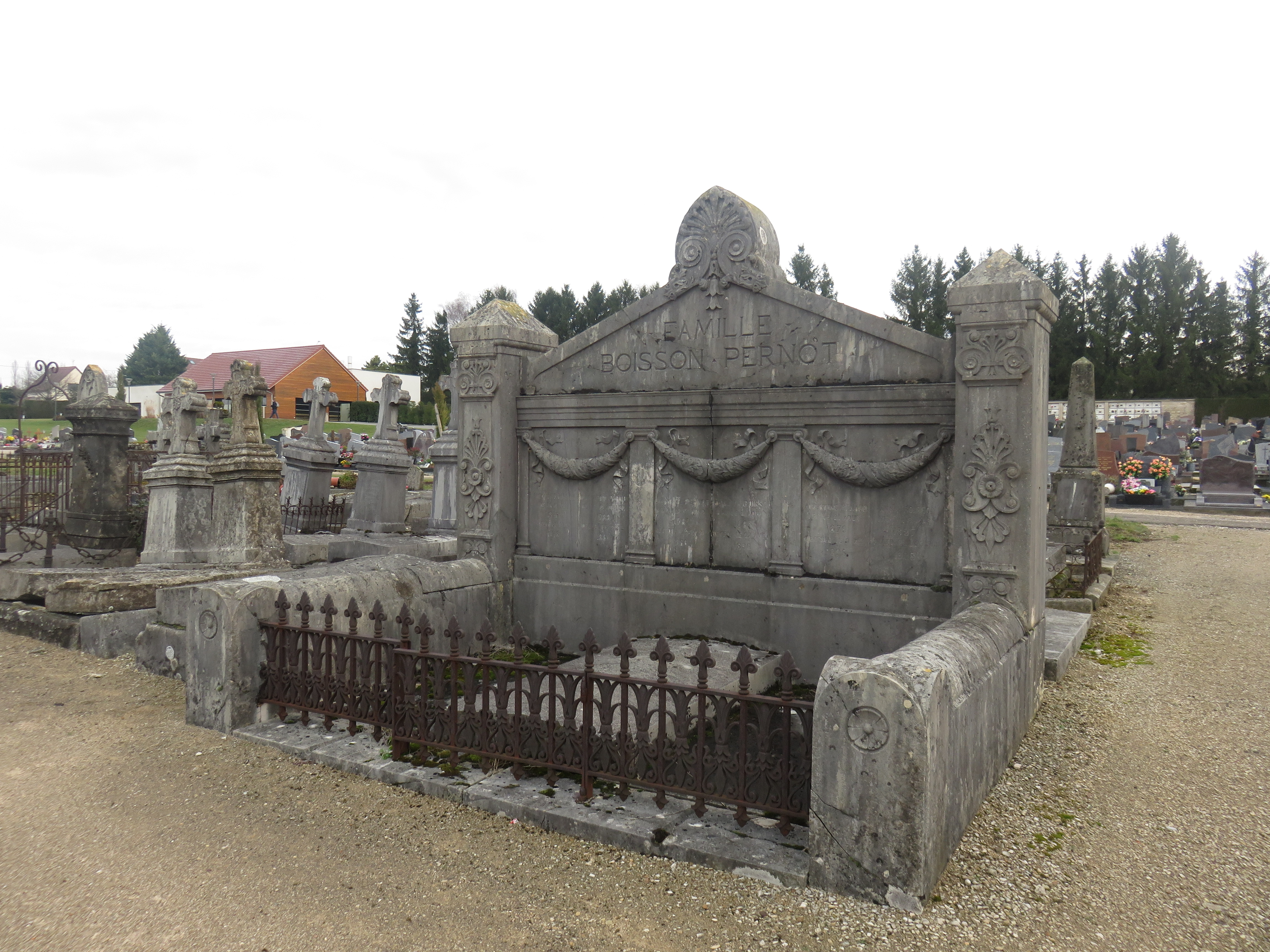
Sépulture Boisson-Pernot
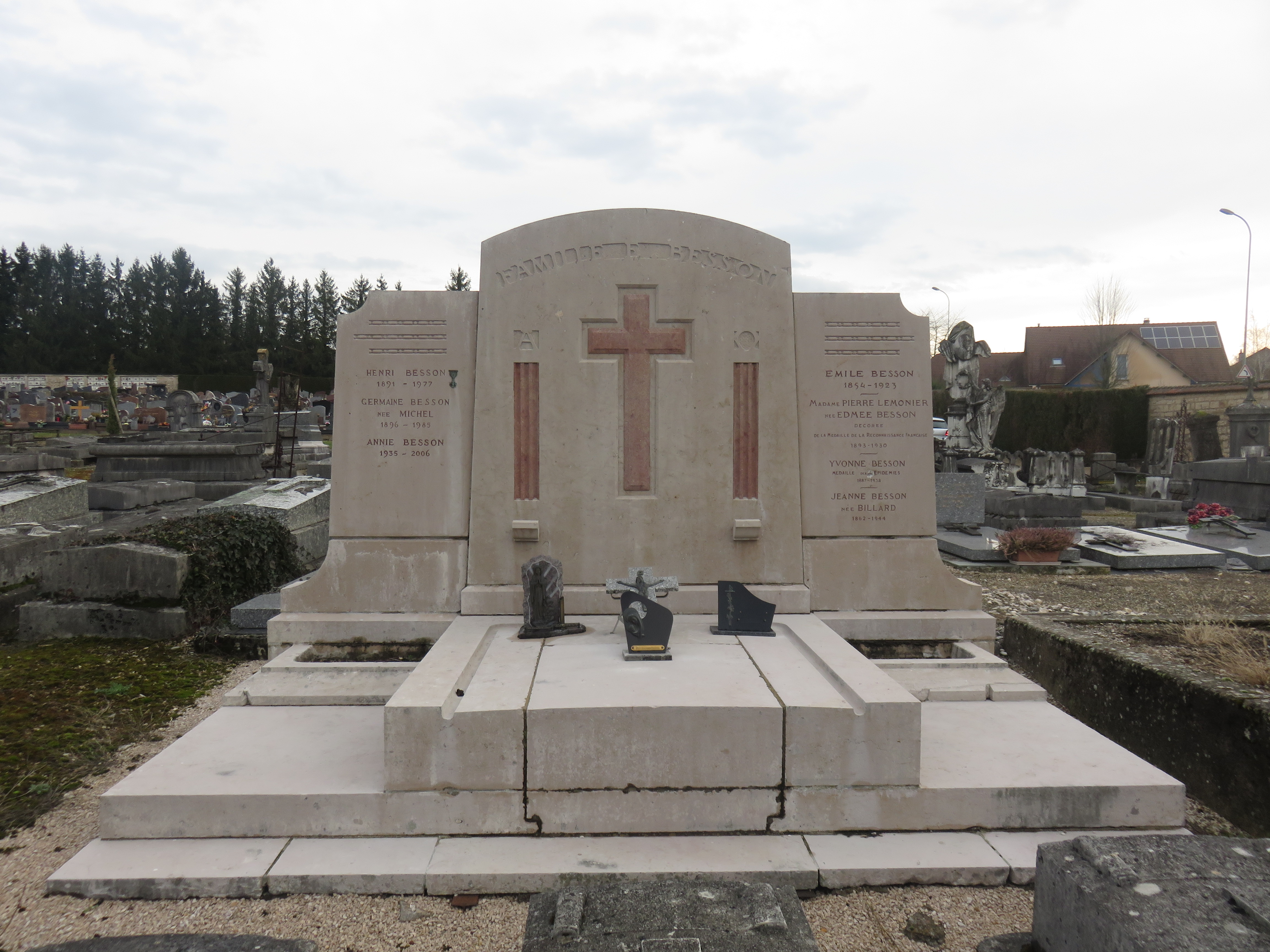
Sépulture Besson
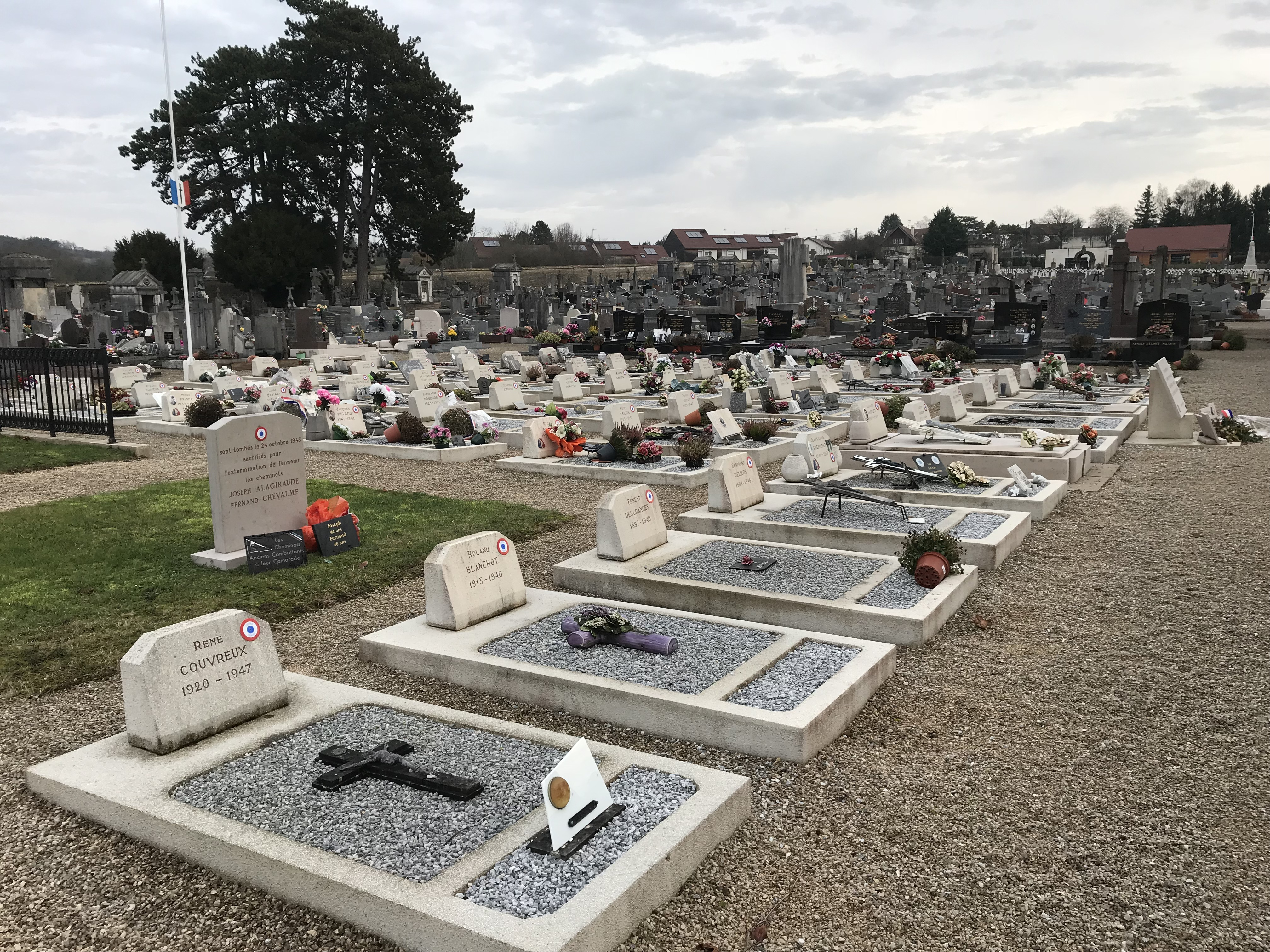
Sépultures militaires
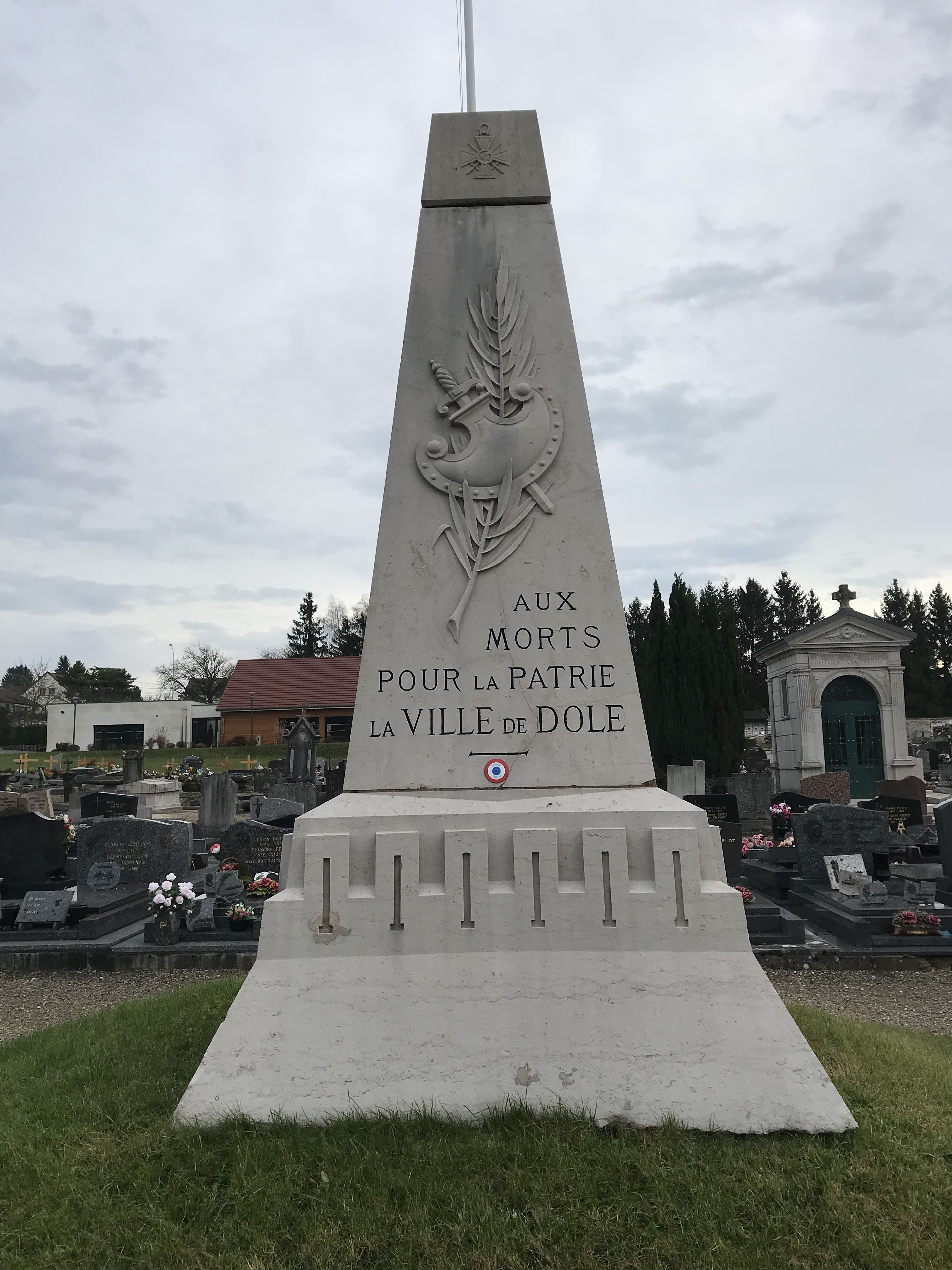
Un des monuments aux morts